# Ktoz
Albums de Kassav
Nou la
(2000) All U need is zouk
(2007)
Ktoz est le quatorzième album du groupe antillais Kassav sorti en 2004.
Cet album marque un tournant dans l'histoire du groupe. En effet il marque le grand retour de George Decimus à la basse, mais il manque Patrick Saint Eloi parti en 2002 tenter une carrière solo.

## Pistes
1. San ayen
2. Abo léwo Ft. Passi & Tatiana Miath
3. Nou ped chimen
4. Lambi la brilé
5. Léron
6. Générasion
7. Konsa ou yé
8. Jump Ft. Lady Sweety
9. Kon 2 ti moune
10. An sansib
11. An tet ou
12. Vlopé'w adan
13. Wi

## Musiciens
- Chant lead : Jocelyne Béroard et Jean Philippe Marthély
- Guitares/Chant : Jacob Desvarieux
- Claviers/Chant : Jean Claude Naimro
- Bass : Georges Décimus (1-4-6-11-12), Guy Nsangué (1-2-3-5-7-8-9-13)
- Batterie : Jean Philippe Fanfant
- Guitares : Ronald Tulle (1), David Chantalou (5) et Jean Baptiste Marino (3)
- Claviers: Ronald Tulle et Philippe Joseph
- Percussions: Patrick Saint Elie sauf (3-8-9-10), Claude Vamur (3) et Chichi Peralta (8)
- Ka ek boulagel + répondè (4-6-8-12) : Yves Tolle, Christian Chibon, Michel Laurent, JOMINI, Jean-Yves Esnard, Jean-Pierre Coquerel, Joseph Kancel et Eric Cosaque
- Chœurs : Marie Céline Chroné (1-3-5-6-9-11), Zouk Machine (1-3-5-7-9-11), Tatiana Miath (2-10-13), Jean-Philippe Marthély (1-5-6-7-8-12), Jean-Claude Niamro (1-5-6-7-8-12), Jocelyne Béroard (8-12)
- Saxophone : Claude Pironneau
- Trompettes : Fabrice Adam et Freddy Hovsepian
- Trombone : Hamid Belhocine
- Violons (5-9): Anne Gravoin, Françoise Feyler-Perrin, Richard Schmoucler, Paul Roger, Eric Lacrouts et David Braccini (violons), Vincent Debruyne (alto) et Mathilde Sternat (cello)